# Antonio Marín Lara
Antonio María Marín Lara (Málaga, 13 de agosto de 1959-ibidem, 4 de junio de 2019), también conocido como Toti, fue un abogado y político español, miembro del Partido Andalucista, rondeños Por Ronda, Alianza Por Ronda y el Partido Socialista Obrero Español. Ha sido alcalde de la ciudad malagueña de Ronda, desde el 27 de mayo de 2007 al 11 de junio de 2011.

## Carrera Política
Fue alcalde de la ciudad de Ronda gracias a un pacto con el PSOE, mientras que anteriormente lo fue gracias al apoyo del PP y del GIL, partido de Jesús Gil. Fue Secretario general del Partido Andalucista en la provincia de Málaga y candidato por Málaga por este partido político en las elecciones autonómicas de 2008, en las que no resultó elegido al quedar el Partido Andalucista sin representación parlamentaria. El 27 de septiembre de 2011, fue detenido por la policía, por su presunta implicación, como alcalde, en el marco de una operación contra la presunta corrupción urbanística llevada a cabo en la ciudad del Tajo, hasta hoy este caso fue solo denunciado por IU. 
En las elecciones municipales de 2007 consiguió por vez primera ganar las elecciones municipales en Ronda con 9 concejales de los 21 con los que cuenta el consistorio rondeño. Tomó la alcaldía tras un pacto con el PP (4 concejales) que duró algo más de un año. Más tarde rompió el pacto con los populares y firmó un nuevo acuerdo con los 7 ediles del Partido Socialista. 
Posteriormente abandonó PA y se pasó al PSOE, por lo que fue declarado tránsfuga por la Mesa Nacional Antitransfuguismo. También fueron declarados tránsfugas los otros ocho ediles andalucistas que se fueron al PSOE. El Partido Andalucista de Ronda firmó ante notario que jamás pactaría con Toti acusándolo de traicionar la voluntad de los vecinos de Ronda.
El 11 de junio de 2011 dejó de ser alcalde de Ronda, ya que el PSOE, donde figuraba como candidato y aunque ganó las elecciones, perdió el gobierno de la ciudad. Fue sustituido en el cargo por María Paz Fernández del PP, gracias a un pacto de gobierno de este partido con el Partido Andalucista (PA). 
En 2015, Antonio María Marín Lara creó APR, un partido político de carácter local y personalista. APR está formada por algunos exmiembros del PSOE y del GIL, familiares y amigos del propio Marín Lara, así como demás rondeños. En las elecciones locales de 2015 APR obtuvo 3 concejales, convirtiéndose así en la tercera fuerza política de Ronda tras el PP (7) y el PSOE (6).
En las elecciones municipales de 2019, APR obtuvo casi 2000 votos y el 13% de los sufragios, revalidando los 3 concejales logrados en 2015.
Estuvo activo en política hasta que fue ingresado el 26 de mayo de 2019 en el Hospital Civil de Málaga. El ingreso le impidió ir a votar a su candidatura, ya que encabezaba la lista de Alianza por Ronda (APR) en las elecciones municipales del 26M. 
Falleció el 4 de junio de 2019 a la edad de 59 años debido a un cáncer de esófago quedando la capilla ardiente en el salón de plenos del Ayuntamiento de Ronda por donde pasaron cientos de rondeños.